# Pandorea pandorana
Pandorea pandorana là một loài thực vật có hoa trong họ Chùm ớt. Loài này được (Andrews) Steenis mô tả khoa học đầu tiên năm 1928.